# Stefan Netzle
Stefan Netzle (31 de diciembre de 1957) es un deportista suizo que compitió en remo. Ganó tres medallas en el Campeonato Mundial de Remo entre los años 1979 y 1982.

## Palmarés internacional
| Campeonato Mundial | Campeonato Mundial | Campeonato Mundial | Campeonato Mundial |
| Año                | Lugar              | Medalla            | Prueba             |
| ------------------ | ------------------ | ------------------ | ------------------ |
| 1979               | Bled (Yugoslavia)  | Medalla de bronce  | Dos sin timonel    |
| 1981               | Múnich (RFA)       | Medalla de plata   | Cuatro sin timonel |
| 1982               | Lucerna (Suiza)    | Medalla de oro     | Cuatro sin timonel |